# Internet in Aserbaidschan
In Aserbaidschan nutzten 2016 etwa 61,1 % der Bevölkerung das Internet, was über dem weltweiten Durchschnitt von 51,7 % liegt. Die Top-Level-Domain von Aserbaidschan ist .az.

## Entwicklung
Die Entwicklung des Internets in Aserbaidschan wird von der Regierung unter dem Gesichtspunkt einer nationalen Strategie verfolgt, es zu einem IT-Entwicklungszentrum in der Kaukasus-Region zu befördern. Die Regierung von Aserbaidschan sucht im Rahmen dieser Strategie ausländische Partner zur Verwirklichung dieses Konzepts. Das Ziel war eine Internetversorgung der Bevölkerung von 85 Prozent im Jahr 2013 zu verwirklichen. Die International Telecommunication Union berichtet, dass eine Rate von 58,7 Prozent erreicht wurde.
Das Internet in Aserbaidschan ist größtenteils frei von systematischen Eingriffen oder Blockaden durch die Regierung. Allerdings geht sie rigide gegen die politische Opposition vor, die sie in Onlineforen kritisiert.

## Zensur
Das als autoritär geltende Regime geht im Internet einen Weg, den manche Leute „vernetzte Autorität“ nennen. Dies ist ein Mittelweg zwischen freiem Zugang und Zensur. Nach außen hat das Land gibt sich die Regierung demokratisch, wenn es um das Internet geht, drohen Kritikern der Regierung Arrest und Verfolgung.
Internetseiten werden, wenn es Proteste gegen die Regierung gibt, zeitweise abgeschaltet. Die beliebte Internet-Seite Ingur wurde beispielsweise 2013 gesperrt, da Anonymous 1,7 Gigabyte Daten des lokalen Geheimdienstes online stellte. Weitere Beispiele für temporäre Sperren gab es auf den Internetseiten von Musavat, Azadliq, Bizim Yol, Turan News Agency und Radio Free Europe/Radio Liberty’s Azerbaijan Service.
Zwei satirische Seiten wurden aufgrund regierungsfeindlicher Darstellungen vom Netz genommen.
Facebook und Twitter werden zurzeit nicht zensiert. Sie werden von oppositionellen Kräften zunehmend benutzt, um ihre Meinung über das Land zu äußern. Die Benutzerzahlen von Facebook stiegen von 700 Tausend im Dezember 2011 auf eine Million im Jahr 2013 an. Davon waren die meisten Nutzer zwischen 18 und 24 Jahre alt. 64 % der Nutzer sind männlich.